# Novoseliște, Kărdjali
Novoseliște (în bulgară Новоселище) este un sat în comuna Cernoocene, regiunea Kărdjali,  Bulgaria. 

## Demografie
Componența etnică a satului Novoseliște
     Turci (98,87%)
     Nicio identificare (1,12%)
     Altele (0%)
La recensământul din 2011, populația satului Novoseliște era de 89 locuitori. Din punct de vedere etnic, majoritatea locuitorilor (98,87%) erau turci. Pentru 1,12% din locuitori nu este cunoscută apartenența etnică.